# TV-året 2005

## Händelser

### Januari
- 10 januari - SVT2 förändras och hallåorna försvinner från kanalen.[1]
- 14 januari - Den svenska TV-kanalen TV400 har premiär.[2]
- 22 januari - Foxbox byter namn till 4Kids TV.[3]

### Mars
- 12 mars - Melodifestivalen vinns av Martin Stenmarck med låten Las Vegas.
- 17 mars - Tidningen Expressen startar en TV-kanal, Sportexpressen.[4]
- 29 mars - Kanal 5 sätter nytt tittarrekord med 760 000 tittare vid premiären av Desperate Housewives.[5]
- 31 mars - Marksänd digital-TV i Frankrike inleds.[6]

### September
- 18 september - MTV Nordic läggs ned och ersätts av en svensk, en dansk och en norsk kanal.[7]
- 19 september - Övergången till marksänd digital-TV i Sverige inleds på Gotland.[8]

### Oktober
- 10 oktober - Gästrikland och norra Uppland övergår till marksänd digital-TV. när Gävlesändaren med slavsändare släcks ned.[9]

### November
- 7 november - Tidningen Dagens Industri startar en ny TV-kanal – Di TV – efter att tidigare under året ha brutit samarbetet med TV4 kring Ekonominyheterna.[10]
- 21 november - Västra Östergötland övergår till marksänd digital-TV, när Motalasändaren med slavsändare släcks ned.[11]

### December
- 2 december - Agnes Carlsson vinner Idol.[12]

## TV-program

### Programpremiärer
Svenskproducerade programserier som haft premiär under året.
- 21 januari - Supersnällasilversara och Stålhenrik, SVT
- 31 januari - Sverige!, SVT
- 31 januari - Club Goa, TV3
- 16 februari - Top Model, TV3
- 4 februari - Hey Baberiba, TV4
- 17 februari - Dolce Vita, Kanal 5
- 2 mars - Melkers krogakut, TV4
- 8 mars - Babel, SVT
- 8 mars - Kungligt, Kanal 5
- 19 mars - Wild Kids, SVT
- 19 mars - Ulveson och Herngren, SVT
- 22 mars - Format, SVT
- 12 april - God natt, Sverige, TV4
- 29 maj - Bröllopsfeber, Kanal 5
- 8 juni - Sambo, TV4
- 15 augusti - Skrotslaget, SVT
- 23 augusti - Kommissionen, SVT
- 26 augusti - Doobidoo, SVT
- 26 augusti - Postkodmiljonären, TV4
- 28 augusti - Stopptid, SVT
- 6 september - Debatt direkt från Sverige, SVT
- 6 september - Mellan dig och mig, SVT
- 6 september - Biggest Loser, Kanal 5
- 19 september - Floorfiller, TV3
- 23 september - FC Z, ZTV
- 25 september - Medicinmannen, TV4
- 28 september - Hon och Hannes, TV4
- 2 oktober - Lite som du, SVT
- 10 oktober - Häktet, SVT
- 27 oktober - Utgrävarna, SVT
- 7 november - God morgon alla barn, SVT
- 18 november - Riket - Stormaktstiden, SVT
- 16 november - Homestyling, Kanal 5
- 20 november - Gay Army, Kanal 5
- 23 november - Lasermannen, SVT[13]
- 28 november - Kvalster, SVT
- 1 december - En decemberdröm, SVT
- 11 december - Premiär för danstävlingen Flor Filler, TV3
- 25 december - Miniserien Lovisa och Carl Michael, SVT
- 20 december - Svenska realityserien Destination okänd, TV3
- 29 december - Dokumentärserien Häxornas tid, TV4

### Sveriges Television
- Årets inleds med omfattande tablåförändringar.
- 1 januari - Insamlingsgalan 90 1950-6 med Kattis Ahlström och Claes Elfsberg som samlade in över 190 miljoner kronor i SVT1.
- 2 januari - Revyn Kasinofeber med Galenskaparna och After Shave i SVT1.
- 3 januari - Hockeykväll med Peter Jihde i SVT2.
- 3 januari - Franska miniserien Farliga förbindelser (Liaisons Dangereuses) med Catherine Deneuve
- 5 januari - Brittiska kriminalfilmen Kommissarie Lynley (Inspector Lynley Mysteries: A Cry for Justice)
- 6 januari - Brittiska kriminalfilmen Kommissarie Lynley (Inspector Lynley Mysteries: If Wishes Were Horses)
- 7 januari - Dokumentären Tolv dagar efter tsunamin av Thomas Lundström i SVT2.
- 8 januari - Reprisstart för Min vän Percys magiska gymnastikskor i SVT1 från 1994, baserad på Ulf Starks bok.
- 9 januari - Dokumentären Året var 1955 av bland annat Olle Häger, i SVT2.
- 9 januari - Den musikaliska revyn Julgransplundring från Berwaldhallen med bland annat Malena Ernman, Sissela Kyle och Jan Johansen.
- 9 januari - Säsongstart för den amerikanska serien Six feet under i SVT2.
- 9 januari - Första delen av två i The Office special i SVT2.
- 10 januari - TV-pjäsen Åter till Malmberget med Göran Forsmark och Tord Peterson
- 10 januari - Säsongsstart för barnprogrammet Evas vinterplåster med Eva Funck.
- 10 januari - Seriestart för Lilla Sportspegeln i SVT1.
- 10 januari - Säsongsstart för Vetenskapens värld i SVT2.
- 11 januari - Seriestart för barnprogrammet Klara, färdiga, gå! med Josefine Sundström i SVT1.
- 11 januari - Säsongsstart för Fixat! i SVT1.
- 11 januari - Säsongsstart för Uppdrag granskning i SVt1.
- 11 januari - Säsongsstart för Bästa formen med Staffan Bengtsson och Pernilla Månsson Colt.
- 11 januari - Säsongsstart för Debatt i SVT1.
- 12 januari - Första delen av tre i serien Freddies och Leos äventyr visas i SVT1.
- 12 januari - Första delen av sex i serien William och Mary visas i SVT2.
- 12 januari - Säsongspremiär för Packat & klart med ett specialprogram efter jordbävningskatastrofen, programledare är Anders Rosén.
- 12 januari - Första delen av åtta den brittiska serien Djurgalen.
- 12 januari - Säsongsstart för Musikbyrån i SVT2.
- 13 januari - Seriestart för Piggley Winks äventyr i SVT1.
- 13 januari - Tidigarelagd säsongsstart för Lilla Aktuellt med Peter Axelsson och Zian Zandi.
- 13 januari - Uppföljningsprogram efter nyårsdagens gala 90 1950-6 med Claes Elfsberg och Kattis Ahlström.
- 13 januari - Förlängd version av Retroaktivt med Sven Melander och Börje Ahlstedt.
- 13 januari - Dokument utifrån: Nu rånar vi banken, kamrater! i SVT1.
- 13 januari - Seriestart för dokumentärserien Livräddarna i SVT2.
- 14 januari - Säsongsstart för Lantz i P3 i 24.
- 14 januari - Seriestart för Amigo med Peter Rylander i SVT1.
- 14 januari - Säsongsstart för Lantz i P3 i SVT2.
- 15 januari - Säsongsstart för Landet runt i SVT2.
- 15 januari - Seriestart för den danska serien Doktor Gud med Vagn Olse i SVT2.
- 16 januari - Seriestart för Mohammeds taxi i SVT2.
- 16 januari - Seriestart för Tolv svenska industriminnen i SVT2.
- 16 januari - Seriestart för Stopptid i SVT1.
- 16 januari - Säsongsstart för Agenda med Lars Adaktusson.
- 17 januari - Säsongsstart för Fråga doktorn med Suzanne Axell.
- 17 januari - Svenska idrottsgalan med Victoria Dyring, Peter Jihde och Claes Åkeson i SVT1.
- 17 januari - Säsongsstart för Snowmagasinet Richter i SVT2.
- 18 januari - Säsongsstart för Amandas Mexico i SVT1.
- 18 januari - Säsongsstart för  Go'kväll i SVT2.
- 19 januari - Säsongstart för Carin 21:30 med Carin Hjulström-Livh, SVT2
- 19 januari - Repris från 2003 av amerikanska komediserien Se upp för Ellie (Watching Ellie), SVT1
- 20 januari - Säsongstart för den 16:e omgången av Antikrundan, SVT1
- 20 januari - Säsongstart för Mediemagasinet med Ola Sandstig, SVT2
- 21 januari - Premiär för barnserien Supersnällasilversara och Stålhenrik", SVT1
- 21 januari - Sista två avsnitten av brittiska komediserien The Office, SVT2
- 24 januari - Säsongstart för musikprogrammet Trackslistan med Mysia Englund, SVT1
- 24 januari - Guldbaggegalan direktsänds från Chinateatern i Stockholm, SVT1
- 25 januari - Dokumentärserien Familj: Kärlek och fiskpinnar, SVT2
- 27 januari - Säsongstart för Faktum med Olle Palmlöf, SVT2
- 27 januari - Säsongstart för Filmkrönikan med Orvar Säfström och Emma Gray, SVT2
- 28 januari - Säsongstart för Så ska det låta med Peter Harryson
- 31 januari - Premiär för kulturprogrammet Sverige!
- 31 januari - Premiär för miniserien Fyra nyanser av brunt
- 4 februari - Brittiska dramaserien Plötsligt en dag (Clocking Off)
- 5 februari - Familjeserien Livet enligt Rosa med Anna Ryrberg, Cilla Thorell med flera.
- 6 februari - Säsongstart för TV-huset med Kattis Ahlström
- 7 februari - Säsongstart för Plus med Sverker Olofsson
- 12 februari - Repris från 2003 av brittiska dramaserien Spionerna från Cambridge (Cambridge Spies)
- 14 februari - Seriestart för amerikanska dramaserien Familjen Anderson (All About the Andersons)
- 16 februari - Tyska miniserien Miraklet (Das wunder von Lengede)
- 23 februari - Brittiska thrillerserien Dödlig vänskap (Dead Gorgeous)
- 24 februari - Komediserien Teveteve med Kajsa Ingemarsson
- 28 februari - Seriestart för dramaserien Saltön med Tomas von Brömssen, Ulla Skoog, Per Myrberg med flera.
- 8 mars - Premiär för litteraturprogrammet Babel
- 8 mars - Säsongspremiär för Hjärnkontoret med Frida Nilsson
- 9 mars - Säsongspremiär för Mitt i naturen med Linda Olofsson
- 9 mars - Säsongspremiär för Kobra med Kristofer Lundström
- 16 mars - Säsongspremiär för konsumentmagasinet Rea
- 19 mars - Premiär för familjeunderhållningen Wild Kids
- 19 mars - Premiär för komediserien Ulveson och Herngren med Johan Ulveson och Felix Herngren
- 21 mars - Ny säsong av brittiska agentserien Spooks
- 21 mars - Säsongstart för Bosse bildoktorn med Bosse Andersson
- 22 mars - Premiär för konstprogrammet Format
- 22 mars - Säsongstart för Toppform med Blossom Tainton Lindquist
- 22 mars - Repris av amerikanska komediserien Min galna familj (Maybe it's Me)
- 25 mars - Ny omgång av Studio Pop med Per Sinding-Larsen
- 27 mars - Danska miniserien Unge Andersen om H.C. Andersen
- 27 mars - Scenföreställningen Hipp hipp! [paw rihk-titt] med Anders Jansson och Johan Wester
- 30 mars - Säsongstart för Djursjukhuset
- 30 mars - Norska dokumentärserien Sjukhuset
- 30 mars - Ny omgång av den brittiska serien Cirkeln som slutade läsa (The Book Group)
- 31 mars - Säsongstart för ungdomsprogrammet Raggadish
- 4 april - Svenska dramaserien Coachen med Jacob Ericksson, Daniel Larsson med flera.
- 7 april - Matprogrammet Mat/Niklas med kocken Niklas Ekstedt
- 8 april - Begravningsgudstjänst för påve Johannes Paulus II
- 8 april - Brittiska kriminalserien Brottsplats London (Serious and Organised)
- 8 april - Musikunderhållningen Alla tiders Melodifestival med Kattis Ahlström och Christer Björkman.
- 10 april - Amerikanska kriminalserien The Wire (The Wire)
- 12 april - Debattprogrammet Debatt direkt från Sverige med Lennart Persson
- 14 april - Säsongstart för Helt historiskt med Mikael Tornving
- 15 april - Säsongstart för Vi i femman med Mark Levengood
- 16 april - Miniserien Hitler - ondskans natur (Hitler: The Rise of Evil) med Robert Carlyle
- 17 april - Brittiska komediserien Little Britain (Little Britain)
- 23 april - Säsongstart för komediserien Simma lugnt, Larry! (Curb Your Enthusiasm)
- 26 april - Brittiska miniserien Dagar av fruktan (Suspicion)
- 5 maj - Danska kriminalserien Försvarsadvokaterna (Forsvar)
- 5 maj - Brittiska komediserien Mitt liv som film (My Life as Film)
- 11 maj - Repris av tyska dramaserien Familjen Mann (Die Manns - Ein Jahrhundertroman)
- 13 maj - Brittisk-amerikanska thrillerserien Terrornätet (The Grid)
- 14 maj - Dokumentären Styckmordet av Kristian Petri om styckmordsrättegången
- 15 maj - Säsongstart för amerikanska Drömmarnas tid (American Dreams)
- 15 maj - Dokument inifrån visar reportaget Könskriget om Sveriges kvinnojourer. Omfattande politisk debatt i massmedia.
- 16 maj - Brittiska komediserien Professor Cnut (Believe Nothing) med Rik Mayall
- 17 maj - Brittiska miniserien DNA (DNA)
- 17 maj - Säsongstart för litteraturmagasinet Bokbussen med John Chrispinsson
- 19 maj - Semifinal i Eurovision Song Contest
- 20 maj - Tyska kriminalserien Brottsplats Köln (Tatort - Schattenlos)
- 21 maj - Säsongstart för brittiska "Parkinson" med Michael Parkinson
- 21 maj - Final i Eurovision Song Contest
- 22 maj - Repris på brittiska thrillerserien Dödlig vänskap
- 23 maj - Brittiska dramaserien Kör hårt (Burn It)
- 25 maj - Danska dokumentärserien När storken sviker (Når storken svigter)
- 26 maj - Aktualitetsprogrammet Sommardebatt med Linda Olofsson och Helena Wink
- 26 maj - Brittiska dokumentärserien Griniga gamla gubbar (Grumpy Old Men)
- 27 maj - Tyska kriminalserien Brottsplats Köln (Tatort - Mutterliebe)
- 28 maj - Repris från 2003 av brittiska kriminalserien Skulden (The Debt)
- 30 maj - Repris på svenska kriminalserien Kommissarie Winter med Johan Gry med flera.
- 30 maj - Repris på amerikanska dramaserien Rötter från 1977.
- 30 maj - Underhållningsprogrammet 50 år med Siwan om Siw Malmkvist
- 1 juni - Repris på brittiska komediserien Fader Ted (Father Ted)
- 2 juni - Dokumentären Världens bästa Nilsson om sångerskan Birgit Nilsson
- 3 juni - Ny omgång av brittiska Curry curry talkshow (The Kumars at No. 42)
- 3 juni - Underhållningsserien Sommarkrysset med Peter Settman och gäster
- 6 juni - Nationaldagsfirande från Skansen i Stockholm med Agneta Bolme
- 7 juni - Säsongstart för amerikanska dramaserien Chicago Hope
- 8 juni - Franska dramaserien Napoleon (Napoléon)
- 11 juni - Kattis Ahlström leder Tittarnas önskekonsert från Skansen i Stockholm
- 11 juni - Repris på Sången är din med Kjell Lönnå
- 12 juni - Italienska dramaserien Giorgio Perlasca (Perlasca, un eroe italiano)
- 13 juni - Sommarlovsprogrammet Sommarlov 05 med Ayla Kabaca
- 13 juni - Australiska ungdomsserien Parallax
- 13 juni - Säsongstart för Sommartorpet med Ernst Kirchsteiger
- 20 juni - Dokumentärserien Stenristarna
- 21 juni - Repris på amerikanska komediserien Familjen Anderson (All About the Andersons)
- 26 juni - Brittisk dokumentärserie om husdjur, Djurgalen
- 27 juni - Premiär för brittiska kriminalserien Mördare okänd (Waking the Dead)
- 28 juni - Säsongstart för Allsång på Skansen med Anders Lundin
- 28 juni - Säsongstart för brittiska kriminalserien Morden i Midsomer (Midsomer Murders)
- 28 juni - Finlandssvenska thrillerserien Stella Polaris med Tobias Zilliacus och Jonna Järnefelt
- 29 juni - Magasin om att handla begagnat, Secondhand med My Södergren och Caitlin Rademaeker
- 1 juli - Reprisstart för dramaserien Rederiet
- 2 juli - Ny omgång av brittiska dramaserien Karl för sin kilt (Monarch of the glen)
- 2 juli - Musikgalan Live 8
- 4 juli - Brittiska komediserien Carrie & Barry (Carrie &  Barry)
- 8 juli - Repris på andra säsongen av Svensson Svensson
- 8 juli - Brittiska kriminalserien Foyle's War
- 9 juli - Brittiska dramaserien Forsytesagan från 2002
- 9 juli - Direktsänd rockkonsert med Iron Maiden från Ullevi
- 10 juli - Dokumentären Mannen som ville möblera världen om Ingvar Kamprad
- 11 juli - Brittiska komediserien Sängdags (Bedtime)
- 13 juli - Repris av TV-filmen Badjävlar av Lars Molin från 1971
- 14 juli - Franska miniserien Dödsfallet (Soupçons)
- 15 juli - Dokumentärserien Sverige i backspegeln av Olle Söderlund
- 16 juli - 80-talsnatt, olika program om 1980-talets musik
- 16 juli - Ny omgång av brittiska komediserien Coupling
- 21 juli - Dokumentärfilmen United States of Afghanistan av Pål Hollender och Olle Ljungström
- 22 juli - Repris av franska komediserien Sex rum & kök (Âge sensible)
- 24 juli - TV-filmen Pengarna gör mannen av Lars Molin från 1984
- 25 juli - Brittiska kriminalserien Rose och Maloney (Rose and Maloney)
- 26 juli - Ny omgång av brittiska komediserien William och Mary (William and Mary)
- 28 juli - Ny omgång av Solens mat med Bo Hagström
- 30 juli - Dokumentärserien Soul Deep - soulmusikens historia
- 30 juli - Repris av brittiska agentserien Spooks
- 31 juli - TV-filmen Saxofonhallicken från 1987 av Lars Molin
- 1 augusti - Tysk-brittiska dramadokumentärserien Speer och Hitler (Speer und er)
- 7 augusti - Repris av TV-filmen Kunglig toilette av Lars Molin från 1986
- 7 augusti - Danska dokumentären Hotel Magnolia av Kristian Wiese
- 9 augusti - Brittiska realityserien Vet hut! (That'll Teach Them)
- 13 augusti - Programserien Minnenas television visar Melodifestivalen 1960.
- 13 augusti - Repris från 2004 av italienska miniserien De bästa åren (La meglio gioventù)
- 14 augusti - Repris av TV-filmen Potatishandlaren av Lars Molin från 1996
- 15 augusti - Premiär för Skrotslaget med Ola Lindholm
- 18 augusti - Kanadensiska komediserien The Newsroom
- 21 augusti - Säsongstart för amerikanska Nip/Tuck
- 22 augusti - Seriestart för finlandssvenska dramaserien Fling
- 23 augusti - Premiär för dramaserien Kommissionen
- 24 augusti - Puccinis opera Turandot från Norrlandsoperan
- 26 augusti - Premiär för Doobidoo med Lasse Kronér
- 27 augusti - Repris av barnprogrammet Kenny Starfighter
- 28 augusti - Säsongstart för Agenda
- 28 augusti - Premiär för Stopptid med klipp från berömda sporthändelser
- 29 augusti - Säsongstart för danska dramaserien Krönikan (Krøniken)
- 29 augusti - Andra omgången av kulturprogrammet Sverige! med Anna Charlotta Gunnarsson
- 30 augusti - Säsongstart för Uppdrag granskning
- 31 augusti - Säsongstart för intervjuprogrammet Stina med Stina Lundberg Dabrowski
- 31 augusti - Säsongstart för Carin 21:30 med Carin Hjulström-Livh
- 4 september - Partiledardebatt i Agenda Special
- 5 september - Säsongstart för Trackslistan med Gonzala Del Rio
- 5 september - Säsongstart för Plus med Sverker Olofsson
- 6 september - Premiär för Debatt direkt från Sverige med Lennart Persson
- 6 september - Premiär för relationsserien Mellan dig och mig
- 7 september - Ny omgång av Barbacka med Malin Baryard-Johnsson
- 7 september - Säsongstart för Mitt i naturen med Martin Emtenäs
- 8 september - Säsongstart för Din släktsaga
- 8 september - Säsongstart för Stockholm Live med Özz Nûjen med flera.
- 10 september - Premiär för Folktoppen med Jovan Radomir och David Bexelius
- 12 september - Svenska TV-priset Kristallen delas ut
- 13 september - Säsongstart för litteraturprogrammet Babel med Daniel Sjölin
- 15 september - Säsongstart för Filmkrönikan med Orvar Säfström
- 16 september - Säsongstart för Combo med Josefine Sundström
- 17 september - Ny omgång av Popcorn med Anna Mannheimer
- 17 september - Säsongstart för amerikanska kriminalserien Brottskod: Försvunnen (Without a Trace)
- 19 september - Premiär för brittiska dramaserien Familjen (Family)
- 21 september - Repris från 1999 av TV-filmen Dödsklockan med Anders Ekborg, Loa Falkman med flera.
- 25 september - Säsongstart för TV-huset med Kattis Ahlström
- 26 september - Säsongstart för Hockeykväll med Peter Jihde
- 2 oktober - Dramaserien Lite som du med Magdalena In de Betou och Bengt Nilsson
- 5 oktober - Säsongstart för Kobra med Kristofer Lundström
- 5 oktober - Brittiska dokumentärserien Mamma, pappa, chef (I'll Show Them Who's Boss)
- 6 oktober - Säsongstart för Mat/Tina med Tina Nordström
- 7 oktober - Lilla melodifestivalen 2005
- 10 oktober - Premiär för dramaserien Häktet med Suzanna Dilber, Ia Langhammer med flera.
- 12 oktober - Säsongstart för Packat & klart
- 12 oktober - Premiär för brittiska komediserien Extras med Ricky Gervais
- 14 oktober - Säsongstart för Musikbyrån
- 15 oktober - Repris från 1994 av ungdomsserien Bert
- 19 oktober - Premiär för det regionala debattprogrammet Reagera
- 22 oktober - Eurovision Song Contest 50 år firas med TV-sänd tävling från Köpenhamn
- 24 oktober - Säsongstart för datorspelsprogrammet Kontroll med Susanne Möller
- 24 oktober - Repris från 2002 av Kommissarie Lynley (The Inspector Lynley Mysteries: Well Schooled in Murder)
- 27 oktober - Dokumentärserien Utgrävarna om nutidsarkeologi med Jonna Ulin
- 1 november - Säsongstart för Bokbussen med John Chrispinsson
- 3 november - Säsongstart för Mediemagasinet med Ola Sandstig
- 6 november - Premiär för samhällsprogrammet Agenda Europa med Erika Bjerström
- 7 november - Premiär för dramaserien God morgon alla barn med Cecilia Frode
- 8 november - Premiär för designprogrammet Tid för design: Showroom med Kajsa Svensson
- 12 november - Säsongspremiär för frågesporten På spåret med Ingvar Oldsberg och Björn Hellberg
- 15 november - Premiär för danska kriminalserien Örnen med Ghita Nørby
- 15 november - Säsongspremiär för inredningsprogrammet Nya rum med Ernst Kirchsteiger
- 16 november - Säsongspremiär för konsumentprogrammet REA
- 17 november - Premiär för dokumentärserien Dokument:Humor med Henrik Schyffert
- 18 november - Andra omgången av Riket
- 23 november - Premiär för kriminalserien Lasermannen om John Ausonius
- 26 november - Junior Eurovision Song Contest 2005
- 28 november - Premiär för dramaserien Kvalster med Anna Ulrica Ericsson och Ann Petrén
- 28 november - Filosofiska samtal i Finns blått? med Beppe Starbrink
- 1 december - Premiär för årets julkalender, En decemberdröm.[14]
- 11 december - Tredje omgången av den tyska dramaserien Heimat
- 20 december - Repris från april 2005 av brittiska Mitt liv som film (My Life in Film)
- 21 december - Det 100:e och sista avsnittet av Carin 21:30, med Carin Hjulström-Livh, sänds
- 25 december - Miniserien Lovisa och Carl Michael med Tomas von Brömssen, Tanja Lorentzon, Dan Ekborg med flera.
- 28 december - Repris från juli 2005 av franska miniserien Dödsfallet (Soupçons)
- 29 december - Brittiska kriminalserien Kommissarie Lynley (The Inspector Lynley Mysteries: In Divine Proportion)

### TV3
- 3 januari - Amerikanska realityserien The Ultimate Love Test
- 10 januari - Repris av amerikanska läkarserien Strong Medicine från 2002
- 10 januari - Reprisstart av amerikanska Förhäxad från 1999
- 10 januari - Reprisstart av amerikanska läkarserien Scrubs från 2003
- 13 januari - Säsongstart för Efterlyst med Hasse Aro
- 17 januari - Amerikanska realityserien He's a Lady
- 17 januari - Inredningsprogrammet Från slott till koja
- 21 januari - Premiär för Robinson V.I.P, kändisversion av Expedition Robinson
- 23 januari - Repris av amerikanska västernserien Familjen Macahan (How the West Was Won)
- 24 januari - Premiär för pokerprogrammet Celeb Poker
- 26 januari - Premiär i TV3 för amerikanska komediserien Dharma & Greg
- 31 januari - Premiär för dokusåpan Club Goa med Robert Aschberg
- 2 februari - Ny omgång av musikdokumentären Fame Factory
- 5 februari - Säsongstart för Fear Factor USA (Fear Factor)
- 16 februari - Premiär för Top Model 2005
- 22 februari - Amerikanska realityserien Fab 4 Girls (Queer Eye for the Straight Girl)
- 7 mars - Reprisstart för amerikanska Sex and the City
- 14 mars - Säsongstart för svenska realityserien Par på prov
- 21 mars - Amerikanska dramaserien Boston Legal
- 29 mars - Svenska dokumentärserien Nannyjouren
- 24 april - Premiär för amerikanska dramaserien Point Pleasant
- 30 april - Final i dokusåpan Club Goa
- 1 maj - Säsongstart för amerikanska Smallville
- 11 maj - Säsongstart för amerikanska The L Word
- 17 maj - Premiär för brittiska realityserien Du är vad du äter (You Are What You Eat)
- 18 maj - Amerikanska realityserien Simple Life 3 med Paris Hilton och Nicole Richie
- 18 maj - Fjärde säsongen av Top Model (America's Next Top Model) med Tyra Banks
- 19 maj - Amerikanska science-fictionserien The 4400
- 23 maj - Ny omgång av australiska realityserien Kvarteret (The Block)
- 23 maj - Premiär för amerikanska realityserien Par på prov Amerika (Trading Spouses: Meet Your New Mommy)
- 14 juni - Premiär för amerikanska realityserien Sports Illustrated: Modelljakten (Sports Illustrated Swimsuit Model Search)
- 14 juni - Premiär för australiska realityserien Miss Popularity (Miss Popularity)
- 8 juli - Premiär för amerikanska komediserien Femlingarna Chase (Quintuplets)
- 8 juli - Premiär för amerikanska komediserien Listen Up
- 1 augusti - Ny omgång av amerikanska realityserien Par på prov Amerika (Trading Spouses: Meet Your New Mommy)
- 7 augusti - Reprisomgång av amerikanska science-fictionserien The 4400
- 5 september - Premiär för amerikanska dokusåpan Beauty and the Geek
- 6 september - Säsongstart för svenska dokumentärserien Nannyjouren
- 10 september - Säsongstart för Expedition Robinson
- 10 september - Amerikanska kriminalserien The Closer med Kyra Sedgwick
- 14 september - Andra säsongen av The 4400
- 14 september - Säsongstart för Top Model Sverige med Mini Andén
- 19 september - Premiär för realityserien Floorfiller
- 21 september - Premiär för dokumentärserien Blåljus
- 30 september - Amerikanska dokusåpan Britney & Kevin: Chaotic
- 3 oktober - Samhällsprogrammet Under Cover med Charlotta Flinkenberg
- 17 oktober - Ny omgång av Cityakuten (ER)
- 25 oktober - Insamlingsgalan Bröstgalan med Renée Nyberg och Hasse Aro
- 30 oktober - Premiär för amerikanska dramaserien The Mountain
- 27 november - Dokumentärprogrammet Gessle - Son of a Plumber om Per Gessle
- 7 december - Femte säsongen av Top Model (America's Next Top Model) med Tyra Banks
- 7 december - Reprisstart för tredje säsongen av Scrubs
- 10 december - Final i Expedition Robinson 2005
- 11 december - Premiär för danstävlingen Flor Filler
- 20 december - Svenska realityserien Destination okänd
- 26 december - Brittiska miniserien Mord i blodet (Like Father Like Son)
- 28 december - Amerikanska sciencefictionserien Revelations

### TV4
- 1 januari - Insamlingsgalan Flodvågens offer samsänds av TV4, TV3 och Kanal 5.
- 2 januari - Säsongspremiär för Bingolotto med Gunde Svan.
- 2 januari - Säsongpremiär för en serie om skilsmässor kallad Skilda vägar med Malou von Sivers och Lennart Ekdal
- 3 januari - Reprisstart av Djurvänner med Sofia Rågenklint.
- 4 januari - Premiär för Supernanny.
- 4 januari - Säsongsstart för Jordan, rättsläkare.
- 5 januari - Dokumentären Gyllene Tider lite från insidan visas.
- 8 januari - Den två timmar långa Artistmanifestationen för Flodvågornas offer sänds 17.00 från Kungsträdgården.
- 10 januari - Säsongsstart för TV4:s eftermiddagsprogram: repriser av Äntligen hemma, Glamour, repriser av När & fjärran, Melrose Place, Inte helt perfekt (Less Than Perfect), That '70s show och repriser av Dharma & Greg. Dessutom visas Ordjakten sedan tidigare.
- 11 januari - Säsongsstart för Äntligen hemma med Martin Timell
- 11 januari - Säsongsstart för Alias (avsnitt 10).
- 12 januari - Onsdagsdokumentär: Tanja, tillbaka från helvetet.
- 20 januari - Reprisomgång av fjärde omgången av svenska komediserien c/o Segemyhr
- 21 januari - Säsongstart för amerikanska kriminalserien På spaning i New York
- 22 januari - Amerikanska dramaserien Max Bickfords utbildning (The Education of Max Bickford)
- 22 januari - Säsongstart av amerikanska dramaserien American Family
- 23 januari - Amerikanska komediserien Sportnörden (Inside Schwarz)
- 23 januari - Amerikanska komediserien En minut med Stan Hooper (A Minute With Stan Hooper)
- 2 februari - Amerikanska dramaserien Lost
- 4 februari - Säsongstart för Fortet
- 4 februari - Premiär för Hey Baberiba med David Hellenius, Peter Magnusson och Christine Meltzer
- 13 februari - Säsongstart för Parlamentet
- 14 februari - Amerikanska komediserien Firma Ruffel & Båg (Arrested Development)
- 2 mars - Premiär för Melkers krogakut
- 23 mars - Reprisomgång av danska Mordkommissionen
- 10 april - Säsongstart för Omaka systrar (Yes, Dear)
- 10 april - Repris av amerikanska krigsserien Band of Brothers
- 12 april - Premiär för God natt, Sverige med Kristian Luuk och Carina Berg
- 14 april - Svenska dokumentärserien Kandidaterna
- 15 april - Amerikanska västernserien Deadwood
- 19 april - Svenska inredningsprogrammet Bygglov
- 27 april - Dokumentären Göran Persson - 3325 dagar av makt
- 29 april - Underhållningsserien Sveriges värsta bilförare med Linda Isacsson
- 29 april - Amerikanska dramaserien Numbers (Numb3rs)
- 5 maj - Säsongstart för Äntligen trädgård!
- 5 maj - Premiär för brittiska kriminalserien Murder City
- 8 maj - Matlagningsprogrammet Köksvägen till stjärnorna med Pelle Johansson
- 9 maj - Säsongstart för brittiska Supernanny
- 9 maj - Säsongstart för diskussionsprogrammet Rosenberg med Göran Rosenberg
- 29 maj - Säsongspremiär för brittiska thrillerserien Mord i sinnet (Wire in the Blood)
- 4 juni - Repris på amerikanska komediserien En minut med Stan Hooper (A Minute with Stan Hooper)
- 8 juni - Premiär för inredningsprogrammet Sambo med Johannes Carlström och Helena Nordborg
- 10 juni - Repris på Fångarna på fortet
- 12 juni - Kanadensiska matlagningsserien License to Grill
- 12 juni - Dokumentärserien 9 månader
- 13 juni - Säsongstart för amerikanska dramaserien Boston Public
- 18 juni - Inredningsprogrammet Sambo med Louise Sareld och Johannes Carlström
- 21 juni - Dokumentärserien Arns rike med Jan Guillou
- 26 juni - Australiska kriminalserien Blackjack (BlackJack)
- 27 juni - Djurprogrammet Djurens ö med Lili Päivärinta
- 1 juli - Reprisstart för amerikanska dramaserien Advokaterna (The Practice)
- 4 juli - Dokumentärserien Svenska hjältar
- 9 juli - Direktsända tävlingsprogrammet Stadskampen
- 21 juli - Amerikanska miniserien Utan ledtråd (Amnesia)
- 8 augusti - Ny omgång av amerikanska komediserien Arrested Development
- 14 augusti - Annika Hagström intervjuar kända barn och föräldrar i dokumentärserien Mamma, pappa, barn
- 15 augusti - Dokumentären Svart och rent om städbranschen
- 18 augusti - Brittiska kriminalserien Beväpnad och farlig (Extremely Dangerous)
- 22 augusti - Dokumentären Skotten i Knutby om Knutbymorden
- 24 augusti - Andra säsongen av amerikanska Lost
- 26 augusti - Premiär för Postkodmiljonären
- 28 augusti - Premiär för Bingolotto med Rickard Olsson
- 30 augusti - Premiär för Idol
- 2 september - Säsongstart för båtmagasinet Kasta loss
- 6 september - Säsongstart för brittiska dokumentärserien Supernanny
- 8 september - Premiär för amerikanska actionserien Medium
- 20 september - Ny omgång av dokusåpan Paradise Hotel med Josefin Crafoord
- 25 september - Säsongstart för Parlamentet med Anders S. Nilsson
- 25 september - Premiär för thrillerserien Medicinmannen med Mikael Persbrandt, Nina Gunke med flera.
- 25 september - Ny omgång av amerikanska kriminalserien 24
- 26 september - Premiär för kriminaldokumentärserien Cold Case Sverige med Thabo Motsieloa
- 26 september - Säsongstart för Kalla fakta med Elisabeth Frerot Södergren
- 27 september - Säsongstart för Äntligen hemma med Martin Timell
- 28 september - Premiär för komediserien Hon och Hannes med Annika Andersson, Claes Malmberg, Lisa Werlinder med flera.
- 29 september - Säsongstart för frågesporten Time Out med Martin Timell
- 29 september - Premiär för amerikanska kriminalserien John Doe
- 30 september - Säsongstart för humorserien Hey Baberiba
- 30 september - Säsongstart för Jordan, rättsläkare (Crossing Jordan)
- 12 oktober - Säsongstart för Lost
- 2 december - Final av Idol
- 9 december - Faddergalan med Agneta Sjödin och Bengt Magnusson
- 22 december - Farsen Två bröder emellan med Stefan Gerhardsson och Sven Melander
- 23 december - Bingolottos uppesittarkväll med bl.a. Agnes Carlsson, Jill Johnson, Christian Olsson med flera.
- 28 december - Dokumentärserien Sveriges val med Göran Rosenberg
- 29 december - Dokumentärserien Häxornas tid med Jan Guillou
- 30 december - Konsert med Lena Philipsson: Mitt namn är Lena Philipsson"

### Kanal 5
- 4 januari - Repris av amerikanska dramaserien Sjunde himlen (Seventh Heaven)
- 5 januari - Premiär för amerikanska dokusåpan Amish in the City
- 7 januari - Premiär för dokusåpan Par på prov USA
- 11 januari - Premiär för amerikanska realityserien Nannyakuten (Nanny 911)
- 15 januari - Premiär för amerikanska dokusåpan Babes i bushen (Outback Jack)
- 19 januari - Tredje säsongen av amerikanska dramaserien OC (The O.C.)
- 21 januari - Premiär för amerikanska realityserien Monster House
- 23 januari - Brittiska realityserien Stackars lilla rika flicka (Poor Little Rich Girls)
- 24 januari - Brittiska realityserien Double Or Nothing - den ultimata insatsen (Double or Nothing)
- 27 januari - Amerikanska realityserien Mångmiljonbluffen ($25 Million Dollar Hoax.)
- 30 januari - Svenska dokusåpan Big Brother med Adam Alsing
- 8 februari - Amerikanska realityserien Familjen Gotti (Growing up Gotti)
- 17 februari - Premiär för Dolce Vita med Emma Andersson
- 7 mars - Säsongspremiär för 100 höjdare!!!
- 8 mars - Premiär för reportageserien Kungligt med Catarina Hurtig
- 13 mars - Säsongspremiär för amerikanska Gilmore Girls
- 16 mars - Säsongspremiär för inredningsprogrammet Room Service
- 29 mars - Premiär för amerikanska dramaserien Desperate Housewives
- 29 mars - Brittiska dokumentärserien Jamie Olivers skolmat med Jamie Oliver
- 2 april - Svenska realityserien Casino - Las Vegas med Pontus Gårdinger
- 6 april - Säsongstart för amerikanska dramaserien Las Vegas (Las Vegas)
- 11 april - Seriestart för amerikanska kriminalserien CSI New York
- 26 april - Premiär för amerikanska komediserien Joey med Matt LeBlanc
- 26 april - Säsongstart för amerikanska komediserien Frasier
- 14 maj - Repris av amerikanska actionserie Fastlane
- 22 maj - Premiär för amerikanska komediserien Kirstie Alley är Fat Actress med Kirstie Alley
- 23 maj - Premiär för amerikanska kriminalserien Line of Fire
- 25 maj - Amerikanska realityserien Värstingakuten (Brat Camp)
- 29 maj - Premiär för dokumentärserien Bröllopsfeber
- 8 juni - Premiär för amerikanska dramaserien Summerland
- Jesseonline - Fansite
- 14 juni - Premiär för amerikanska dramaserien Kevin Hill
- 19 juni - Brittiska realityserien Bantarkollot (Weighing In)
- 19 juni - Amerikanska thrillerserien Threat Matrix
- 18 juli - Repris av första säsongen av amerikanska komediserien Vänner

- 24 augusti - Tredje säsongen av amerikanska actionserien Tredje skiftet (Third Watch)
- 29 augusti - Svenska dokumentärserien Outsiders
- 29 augusti - Svenska faktaserien Drickbart
- 30 augusti - Amerikanska realityserien So You Think You Can Dance
- 5 september - Ny omgång av amerikanska realityserien The Bachelorette
- 6 september - Premiär för dokumentärserien Biggest Loser
- 7 september - Säsongstart för svenska Roomservice
- 18 september - Premiär för amerikanska dramaserien Tilt med Michael Madsen
- 20 september - Säsongstart för amerikanska komediserien Joey
- 20 september - Premiär för amerikanska komediserien The Office
- 24 september - Femte säsongen av amerikanska Law & Order: Special Victims Unit
- 3 oktober - Säsongstart för amerikanska realityserien Värstingakuten
- 1 november - Amerikanska komediserien Tommy Lee Goes to College med Tommy Lee
- 7 november - Säsongstart för CSI: New York
- 16 november - Premiär för inredningsprogrammet Homestyling
- 20 november - Australisk matlagning i Bills meny (Bill's Food)
- 20 november - Premiär för realityserien Gay Army
- 21 november - Tredje säsongen av 100 höjdare
- 22 november - Premiär för amerikanska dramaserien Grey's Anatomy
- 25 november - Musikdokumentärserien The Road to Stardom with Missy Elliott  med Missy Elliott
- 28 november - Premiär för brittiska realityserien Ladette to Lady
- 29 november - Premiär för reportageserien Tre önskningar med sångerskan Amy Grant
- 4 december - Premiär för amerikanska dramakomediserien Life As We Know It

### ZTV
- 23 september - Premiär för fotbollsserien FCZ med Glenn Hysén

### TV4 Plus
- 3 oktober - Premiär för Leilas mat med Leila Lindholm
- 26 november - Amerikanska sciencefictionserien Threshold

### Utbildningsradion
- 3 april - Intervjuserien Orden med Anna Charlotta Gunnarsson
- 6 juli - Dokumentärserien Gränslös kärlek
- 27 november - Sex designstudenter utmanas i programserien Designkontoret

## Priser
Den 12 september delades Kristallen ut för första gången. Vinnarna var:
- Årets dramaprogram: Om Stig Petrés hemligheter, SVT
- Årets humorprogram: Parlamentet, TV4
- Årets barnprogram: Livet enligt Rosa, SVT
- Årets magasinprogram Kobra, SVT
- Årets fakta/nyhetsprogram: Uppdrag granskning. SVT
- Årets dokumentärprogram: Prostitution bakom slöjan, SVT
- Årets reality/dokusåpaprogram: Expedition Robinson, TV3
- Underhållningsprogram: Så ska det låta, SVT
- Årets programledare - man: Hasse Aro, TV3.
- Årets programledare - kvinna: Kattis Ahlström, SVT.
- Årets programledare - nyheter/sport: Peter Jihde, SVT.
- Årets program - Tittarnas pris: Livräddarna, SVT.
- Lifetime achievement-priset: Åke Ortmark, TV8
- Årets förnyare: Evin Rubar

## Mest sedda program
| Program                                   | Tittare   | Kanal | Datum       | Ref    |
| Melodifestivalen                          | 4 055 000 | SVT1  | 12 mars     | [ 15 ] |
| Kalle Anka och hans vänner önskar god jul | 3 515 000 | SVT1  | 24 december | [ 15 ] |
| Eurovision Song Contest                   | 3 320 000 | SVT1  | 21 maj      | [ 15 ] |
| Så ska det låta                           | 3 195 000 | SVT1  | 28 januari  | [ 15 ] |
| Alla tiders Melodifestival                | 2 695 000 | SVT1  | 8 april     | [ 15 ] |
| Saltön                                    | 2 665 000 | SVT1  | 28 mars     | [ 15 ] |
| På spåret                                 | 2 645 000 | SVT1  | 21 januari  | [ 15 ] |
| Svenska idrottsgalan                      | 2 480 000 | SVT1  | 17 januari  | [ 15 ] |
| Kungafamiljen 2004                        | 2 120 000 | SVT1  | 6 januari   | [ 15 ] |
| Världsmästerskapen i friidrott            | 2 120 000 | TV4   | 7 augusti   | [ 15 ] |

## Avlidna
- 13 januari – Bengt Janson, 47, svensk lärare, antikhandlare och allmogeexpert (Antikrundan).
- 18 januari – Lamont Bentley, 31, amerikansk skådespelare (Moesha, The Parkers).
- 23 januari – Johnny Carson, 79, amerikansk TV-underhållare (The Tonight Show).
- 3 februari – Malou Hallström, 63, svensk skådespelare och TV-profil.
- 27 mars – Bengt Bedrup, 76, svensk journalist och TV-profil.
- 6 maj – Herb Sargent, 81, amerikansk TV-skribent.
- 26 maj – Eddie Albert, 99, amerikansk skådespelare (Krona eller klave).
- 6 juni – Dana Elcar, 77, amerikansk skådespelare (MacGyver).
- 12 juni – Ingrid Schrewelius, 85, svensk modejournalist.
- 7 augusti – Peter Jennings, 67, nyhetsankare för TV-bolaget ABC.
- 8 augusti – Barbara Bel Geddes, 82, amerikansk skådespelare (Dallas).
- 11 augusti – Curry Melin, 82, TV-meteorolog.
- 2 september – Bob Denver, 70, amerikansk skådespelare (Gilligan's Island).
- 10 september – Margareta Kjellberg, 89, svensk vissångare (Sigges cirkus, Har du hört den förut?).
- 3 oktober – Ronnie Barker, 76, brittisk komiker och skådespelare (Hem till kåken, Hem från kåken, Badliv).
- 8 oktober – Lennart Lannfjäll, 71, svensk TV-producent och konstnär.[16]
- 21 november – Gustaf Olivecrona, 81, svensk författare och journalist (De tre O:na).
- 30 november – Mikael Dubois, 46, svensk skådespelare och komiker (Svullo).
- 16 december – John Spencer, 58, amerikansk skådespelare (Lagens änglar, Vita huset).

### Fotnoter
1. ↑  Lars Collin (11 januari 2005). ”Hallåorna försvinner från SVT 2 för gott”. Svenska dagbladet. http://www.svd.se/hallaorna-forsvinner-fran-svt-2-for-gott. Läst 10 juli 2016.
2. ↑  Daniel Åberg (27 december 2025). ”TV400 - kanalen för "unga vuxna"”. Folkbladet. Arkiverad från originalet den 22 juli 2015. https://web.archive.org/web/20150722042248/http://www.folkbladet.se/nyheter/tv400-kanalen-for-unga-vuxna-2802102.aspx. Läst 18 juli 2015.
3. ↑  ”Fox Box To Be Rebranded 4Kids TV” (på engelska). Anime News Network. 18 januari 2005. http://www.animenewsnetwork.com/press-release/2005-01-18/fox-box-to-be-rebranded-4kids-tv. Läst 10 juli 2016.
4. ↑  ”Sportexpressen får tv-premiär den 17 mars”. Bonnier. 18 februari 2005. Arkiverad från originalet den 21 juli 2015. https://web.archive.org/web/20150721201710/http://www.bonnier.com/news-press/pressreleases/2005/February/SPORT-Expressen-far-tv-premiar-den-17-mars-/. Läst 18 juli 2015.
5. ↑  ”Tittarsiffror 2005”. Allt om media. 4 juli 2005. Arkiverad från originalet den 30 december 2011. https://web.archive.org/web/20111230051910/http://w1.545.telia.com/~u54500113/tittarsiffror.htm. Läst 18 juli 2015.
6. ↑  Robert Briel (7 mars 2011). ”Paris goes all digital” (på engelska). Broadbandtvnews. http://www.broadbandtvnews.com/2011/03/07/paris-goes-all-digital/. Läst 18 juli 2015.
7. ↑  ”Arkiverade kopian”. Arkiverad från originalet den 21 juli 2015. https://web.archive.org/web/20150721151145/http://www.resume.se/pub/nyhet.asp?art_id=24599. Läst 21 juli 2015..
8. ↑  ”Gotland gick över till digital-TV”. TV4. 19 september 2005. http://www.svt.se/nyheter/inrikes/gotland-gick-over-till-digital-tv. Läst 18 juli 2015.
9. ↑  ”Gävle övergick till digital-TV”. Sveriges Television. 10 oktober 2005. http://www.svt.se/nyheter/inrikes/gavle-overgick-till-digital-tv. Läst 18 juli 2015.
10. ↑  Pia Grahn Brikell (7 november 2005). ”Premiär för Di TV i kväll”. Dagens industri. http://www.di.se/artiklar/2005/11/7/premiar-for-di-tv-i-kvall/?flik=popularast. Läst 18 juli 2015.
11. ↑  ”Digital-TV-övergången genomförd”. My News Desk. 21 november 2005. Arkiverad från originalet den 21 juli 2015. https://web.archive.org/web/20150721234356/http://www.mynewsdesk.com/se/pressreleases/digital-tv-oevergaangen-genomfoerd-96296. Läst 18 juli 2015.
12. ↑  ”Agnes - hela Sveriges idol”. Dagens nyheter. 2 december 2005. http://www.dn.se/kultur-noje/musik/agnes-hela-sveriges-idol/. Läst 18 juli 2015.
13. ↑   När Var Hur 2007. DN
14. ↑  ”Jultradition”. Arkiverad från originalet den 25 april 2012. https://web.archive.org/web/20120425112719/http://www.jultradition.se/tv.htm. Läst 26 mars 2011.
15. 1 2 3 4 5 6 7 8 9 10  "Årsrapport 2005" Arkiverad 6 januari 2014 hämtat från the Wayback Machine.. MMS.se. Läst 24 augusti 2013.
16. ↑  Dödsannons i Svenska Dagbladet 23 oktober 2005 sid.35